# Ałdoma
Ałdoma (ros. Алдома) – miejscowość w dalekowschodniej, azjatyckiej części Rosji, na brzegu Morza Ochockiego. Administracyjnie położone w Kraju Chabarowskim i rejonie ajano-majskim. Osiedle powstało jako punkt budowy drogi zimowej. W roku 2011 miejscowość nie posiadała mieszkańców.